# Meïssa Teinde Dior Fall
Pour les articles homonymes, voir Meïssa, Tende et Dior.
Meïssa Teinde Dior Fall (Maysa Tend Joor en wolof) est un damel du Cayor – le souverain d'un royaume pré-colonial situé à l'ouest de l'actuel Sénégal.

## Biographie
Succédant à son oncle Birima Fatma Thioub, il règne pendant 23 ans, de 1832 à 1855.
Son règne a coïncidé à une période où le Cayor était fort économiquement et militairement. Il avait réuni à sa cour tous les princes prétendants au trône. Tout le monde était à son service. Il avait hérité de son oncle Birima Fatma Thioub un royaume fort et stable.

À la troisième année de son règne, son cousin, le tègne Makodou Koumba Yandé, qui avait succédé son père le Damel Birima Fatma Thioub sur le trône du Baol, eut des démêlés avec les notables de ce pays qui le destituèrent et nommèrent à sa place le damel Meïssa. Makodou gagna le Saloum, son pays maternel. Ainsi Meïssa Tende cumula les commandements du Cayor et du Baol. Sa force augmenta considérablement. Vivant dans le calme le plus absolu, les deux pays connurent une période d’abondance et de prospérité.

## La révolte du prince Maali Koumba Khoudia Bissira
Maali Koumba Khoudia Bissira n'était pas de la même famille maternelle que le damel Meïssa Tende. Ce dernier avait chassé tous les princes de la cour royale sous les conseils du chef de la région de kaba(boal) qui redoutait un coup d'état.

Le  prince Maali Koumba trouvant la décision du roi injuste, rassemble tous les autres princes mécontents. Ce fut un grand mouvement car Maali Koumba forma en peu de jours une véritable armée. Le Damel, mal renseigné sur l’importance des troupes des insurgés, n’envoya que quelques cavaliers conduits par ses propres fils, pour châtier Maali Koumba.

Ce fut un désastre pour le roi. En effet le prince Maali Koumba et ses alliés mirent en déroute l'armée du cayor et tuèrent ses fils qui moururent en braves chevaliers ne voulant pas abandonner leurs frères morts sur le champ de bataille. Il s’agissait du prince Thié Koumba Fatma Binta (cee kumba Fatma Binta), prince Lat Sène Issa Dior (Lat seen Isa joor), prince Massène Paté Issa Ngoné (maseen paate Isa Ngoone), prince Lat Ndella Diodio Gueye (Lat Ndeela joojo gëy), prince Biram Koura Yambaye (Biram Kura Yambaay), prince Khèt Demba Fatim (xéet Demba Faatim) et le prince Latsoukabé Diodio Mbenda (Lat Sukabe joojo Mbenda).

Le damel fut meurtri par cette tragédie. Son fils Birima Fatim Niogou demanda à son père de lui confier le commandement de l’armée pour lui permettre de venger ses frères ou de subir le même sort qu’eux. Après mille hésitations, le Damel accéda à sa demande.

À la tête des troupes de son père, le prince Birima Fatim Ndiogou entra dans le Baol, se dirigea vers la Petite-Côte où Maali Koumba avait déjà établi un fort au village de Pout Diobas. Malgré la supériorité de l’ennemi, les insurgés résistèrent vaillamment jusqu’à la mort, refusant de se rendre.
  
Après ces mémorables événements, le Damel Meïssa régna paisiblement, mais dans le chagrin, jusqu’à sa mort survenue à la vingt-troisième année de son règne.

Son neveu Birima Ngoné Latyr lui succède.

## Rapport avec les missionnaires
Le damel Meïssa Tende entretenait des relations commerciales avec les Européens. C'est d'ailleurs grâce à ce commerce que le Cayor a connu une grande prospérité. Mais c'était un grand patriote qui tenait à l'indépendance du Cayor. Certains des récits de ses rapports avec les Blancs nous sont rapportés par l'abbé Boilat dans son œuvre Esquisses sénégalaises.

Il rapporte dans son livre les notes de Monseigneur Kobès, missionnaire au Sénégal. En 1851 un prêtre du nom de Kobès arrive avec ses pairs pour convertir le Cayor. Il demande un audience au damel de l'époque, Meïssa Tende. Le damel délègue alors le fara kaba (chef des guerriers ceddos) pour lui apporter ce message. Le prêtre Kobés rapporte ses paroles dans une correspondance, citée par Boilat :
« Tu diras aux prêtres blancs : Qui t'a vu m'a vu ; qui a entendu ta parole, a entendu mes paroles. Tu leur diras donc : Voici ce que dit le demel, mon maître : Si ces prêtres blancs venaient demander à s'établir sur mes terres comme commerçants, ils seraient les bienvenus et je les prendrais sous ma haute protection, pourvu, toutefois, qu'ils m'apportassent ma liqueur royale et me payassent mes coutumes (droits). Mais puisqu'ils ne sont que des hommes de religion et de prières, dis-leur que Dieu seul est Dieu et que Mahomet est son prophète, et que loin de recevoir la loi de Dieu des autres, c'est nous qui l'enseignons à la terre. Le Cayor est tout converti et n'a pas besoin d'hommes pour l'instruire. Que si néanmoins Dieu les envoie pour prêcher sa loi, qu'ils aillent dans les forêts de Ndieghem, dans le pays des Nones et les montagnes du cape de Nase ; là sont les peuples barbares et indomptables qui ne connaissent ni Dieu, ni chef, ni lois : puissent-ils les convertir ! »